# Lingua igbo
L'igbo è la lingua parlata dalla popolazione igbo, che abita le regioni sud-orientali della Nigeria che furono note per un breve periodo come Biafra.
Al 2022, è parlata da 30,8 milioni di parlanti totali, in gran parte madrelingua.

## Storia
Era tradizionalmente conosciuta come Ibo ed è anche chiamata asụsụ Ndi Igbo in lingua igbo. La lingua fu usata da John Goldsmith come esempio per giustificare l'uscita dal classico modello lineare di fonologia come enunciato in The Sound Pattern of English. È scritta in caratteri romani. Le parole della lingua igbo sono pronunciate con vari timbri e accenti tonici, che sono marcati con segni di accento.